# Thalheim/Erzgeb.
Pour les articles homonymes, voir Thalheim.
Thalheim/Erzgeb. est une ville de Saxe (Allemagne), située dans l'arrondissement des Monts-Métallifères, dans le district de Chemnitz.

## Géographie
La ville est située en bordure de la rivière Zwönitz, à environ 5 km à l'est de la ville de Stollberg/Erzgeb. et à 15 km au sud de Chemnitz.

## Évolution démographique
| Année      | 1834 | 1946 | 1950  | 1960 | 1971 | 1984  | 2006 | 2018 |
| ---------- | ---- | ---- | ----- | ---- | ---- | ----- | ---- | ---- |
| Population | 1474 | 9502 | 10446 | 9279 | 8882 | 10092 | 7344 | 6051 |

## Jumelage
- Roßtal (Allemagne) depuis 1992